# John Allen
John L. Allen jr. (Hays, 20 gennaio 1965) è un giornalista e scrittore statunitense, corrispondente dal Vaticano per il National Catholic Reporter e vaticanista per la CNN e per la National Public Radio. È inoltre editore del sito web Crux: Taking the Catholic Pulse, specializzato in notizie sulla chiesa cattolica in unione con l'organizzazione dei Cavalieri di Colombo. Prima di trasferirsi al Boston Globe nel 2014, ha lavorato per 16 anni a Roma come osservatore vaticano, conferendo alla stampa statunitense notizie circa la Santa Sede ed il pontefice. Scrittore, si ha pubblicato diverse opere sulla chiesa cattolica ed ha scritto due biografie di papa Benedetto XVI, la prima pubblicata nel 2000 quando il papa era ancora cardinale e una successiva da pontefice, la prima in lingua inglese.

## Biografia
Allen nacque e crebbe a Hays, nel Kansas. Si è diplomato quindi alla Thomas More Prep-Marian High School fondata dai cappuccini nel 1983. Successivamente si è laureato in filosofia alla Fort Hays State University ed ha conseguito una laurea magistrale in studi religiosi alla University of Kansas. Per diversi anni, Allen ha presieduto il giornale studentesco The Knight della Notre Dame High School di Sherman Oaks (California).
Legatosi sempre più agli ambienti vaticani, nel periodo della morte di Giovanni Paolo II Allen apparve frequentemente come consulente per la CNN, divenendone ben presto uno dei personaggi di maggiore spicco nell'ambito di notizie dalla Santa Sede.
Il 5 novembre 2011, la University of St. Michael's College, affiliata della University of Toronto, gli ha concesso la laurea honoris causa in Sacra Scrittura (D.S.Litt.). Ha ricevuto una laurea honoris causa anche dalla Lewis University di Romeoville, Illinois, dal St. Michael's College di Colchester, Vermont e dalla University of Dallas, Dallas, Texas.
Nel 2014, Allen ottenne una posizione come editore associato al Boston Globe e aiutò l'organizzazione nel lancio del suo sito web, Crux. Nel 2016 il Globe ha trasferito la propria proprietà intellettuale al sito Crux ed agli editori ad esso affiliati, tra cui Allen in squadra con Inés San Martín e Shannon Levitt, sostenuto in questo dall'organizzazione americana dei Cavalieri di Colombo.
Allen e sua moglie Shannon vivono a Denver, in Colorado.

## Opere

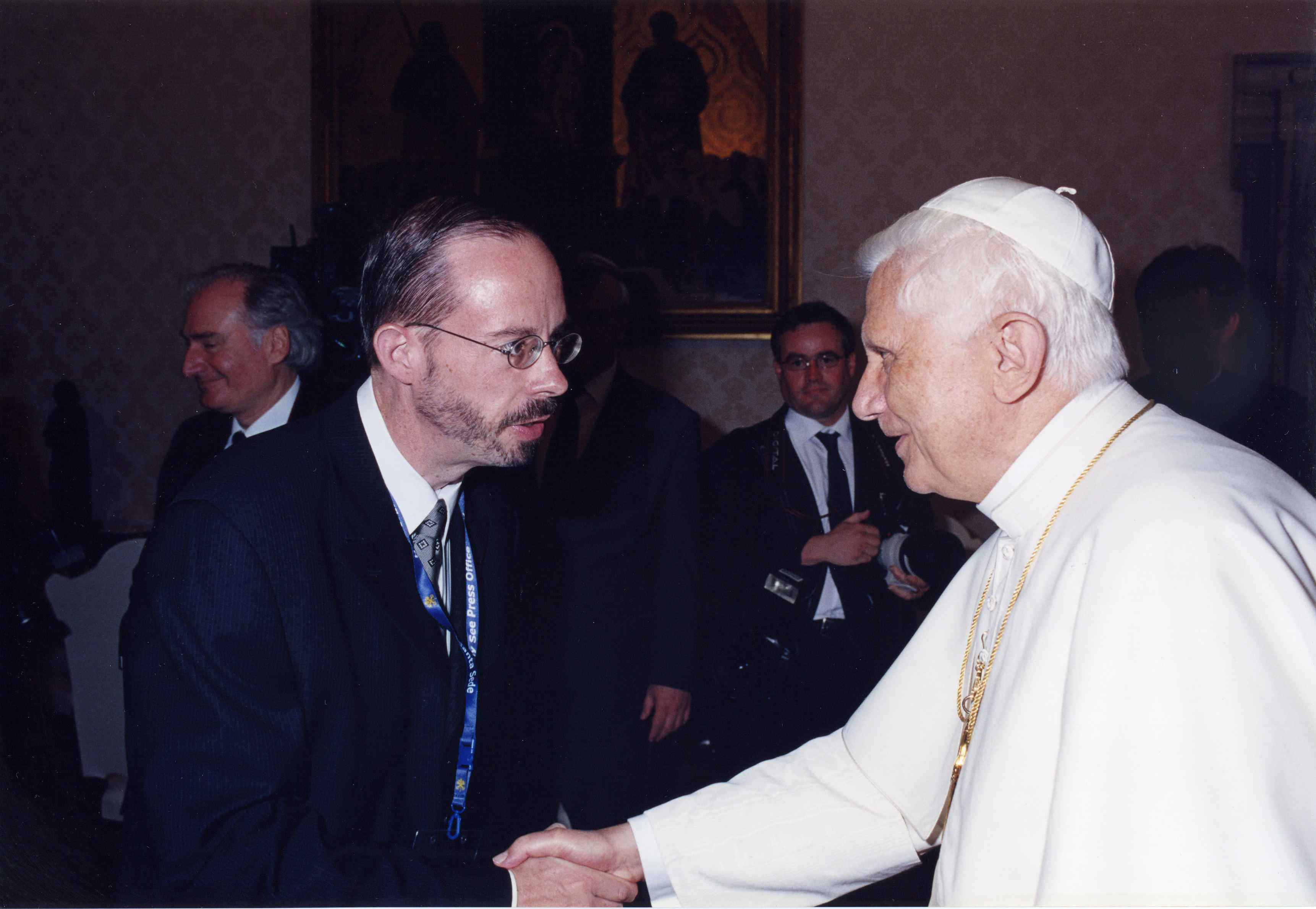
John Allen con papa Benedetto XVI.

È autore di The Rise of Benedict XVI, All the Pope's Men: The Inside Story of How the Vatican Really Thinks e Conclave. Ha scritto articoli per il New York Times, il Boston Globe, il Miami Herald e The Nation e cura su Internet un bollettino di informazione sul Vaticano intitolato The Word from Rome.
Tra le altre sue opere:
- Cardinal Ratzinger: The Vatican's Enforcer of the Faith. NY: Continuum, 2000. ISBN 0-8264-1265-3.
- Conclave: The Politics, Personalities, and Process of the Next Papal Election. New York: Doubleday/Image, 2002, revised 2004. ISBN 0-385-50453-5.
- All the Pope's Men: The Inside Story of How the Vatican Really Thinks. (Hardcover) New York: Doubleday, 2004. ISBN 0-385-50966-9. (Trade Paperback) New York: Doubleday/Image October 2006. ISBN 0-385-50967-7.
- Pope Benedict XVI: A Biography of Joseph Ratzinger. NY: Continuum International Publishing Group, 2005. ISBN 0-8264-1786-8. This is a reprint of Allen's 2000 book Cardinal Ratzinger, reprinted under a new title without Allen's permission.
- The Rise of Benedict XVI: The Inside Story of How the Pope Was Elected and Where He Will Take the Catholic Church. (Hardcover) NY: Doubleday, 2005. ISBN 0-385-51320-8. (Trade Paperback) New York: Doubleday/Image October 2006. ISBN 0-385-51321-6.
- Opus Dei: An Objective Look Behind the Myths and Reality of the Most Controversial Force in the Catholic Church. NY: Doubleday, 2005. ISBN 0-385-51449-2.
- The Future Church: How Ten Trends are Revolutionizing the Catholic Church. NY: Doubleday, 2009. ISBN 0-385-52038-7.
- A People of Hope: Archbishop Timothy Dolan in Conversation with John L. Allen Jr, 2011
- The Catholic Church: What Everyone Needs to Know 2013
- The Global War on Christians: Dispatches from the Front Lines of Anti-Christian Persecution, 2013
- The Francis miracle; inside the transformation of the Pope and the Church, New York, Time books, 2015, 276p.
- Crux articles[collegamento interrotto] – Archive of John Allen's articles on "Crux: Covering all things Catholic
- Boston Globe articles – Archive of John Allen's column in the Boston Globe
- All Things Catholic – Archive of John Allen's column in the National Catholic Reporter
- The Scoop on the Pope – article about Allen by Kenneth Woodward
- Interview with Allen in which he discusses his Opus Dei book and his views on "liberal/conservative" issues
- John L. Allen in Lecturalia (Spanish)